# جوان فيرييه
جوان فيرير (بالهولندية: Joan Ferrier)‏ هي رائدة أعمال ومُدرسة هولندية، ولدت في 14 ديسمبر 1953 في باراماريبو في سورينام، وتوفيت في 8 مارس 2014 في أوخستخيست في هولندا. وهي خريجة من جامعة أوتريخت وهي شقيقة لكاثلين فيرييه وسينثيا مكلود.
وتعتبر ابنة يوهان فيريي، أول رئيس لسورينام، وكانت الأخت الكبرى للسياسة كاثلين فيرييه، وكانت الأخت غير الشقيقة للكاتب سينثيا مكلود وليو فيرييه.

## إنجازات
بعد الاندماج في عام 2007 مع مجلس الأسرة الهولندي، تطور قسم E-Quality تحت قيادتها إلى مركز معرفة للتحرر والأسرة والتنوع. يلعب ربط الجنس والعرق في منظور واحد أيضًا دورًا مهمًا في هذا. ترسيخ هذا الارتباط في تفكير وعمل صانعي السياسات والسياسيين وأصحاب الاتجاهات وغيرهم من النساء والرجال الموثوقين، ترى جوان أنها تحدٍ متكرر للجودة الإلكترونية.

## عضوية
كانت جوان فيرييه عضوًا في مجلس أمبودسفرو أمستردام، تكنيكا 10، وجمعية الشابات المسيحيات والمفوضية الوطنية للرابطة الدولية. كما كانت البادئ وعضو مجلس إدارة صندوق (Stichting Johan Ferrier Fund).

## الجوائز
في عام 2011، حصلت على وسام أورانج ناساو من رتبة فارس بسبب جهودها للتحرر والأسرة والتنوع.

## السيرة الذاتية

### حياتها
نشأت جوان فيرييه مع أختها الصغرى كاثلين فيرييه (1957)، التي أصبحت لاحقًا سياسية الحزب الديمقراطي المسيحي، في عائلة سورينامية متماسكة. كان لديها ستة أشقاء غير أشقاء (بما في ذلك الكاتبة سينثيا مكلود) من زواج والدها الأول. تعلمت جوان من والديها - كلا المدرسين - قيم المشاركة المجتمعية والاستقلالية. فيما يتعلق بعمل الأب، انتقلت الأسرة بانتظام
في عام 1958 إلى لاهاي، حيث أصبح الأب مستشارًا للعلوم في وزارة التعليم والعلوم، في عام 1965 إلى بيليتون، حيث أصبح مديرًا لجمعية البوكسيت الهولندية، وفي عام 1968 العودة إلى باراماريبو لأنه تم تعيينه حاكمًا. في سن السادسة عشرة، عادت إلى هولندا لتعليمها. برزت في كلية كومينيوس في هيلفرسوم كواحدة من الأطفال القلائل من مجموعة أقلية عرقية. لقد تعلمت التعامل مع حقيقة أن المرأة السوداء يجب أن تثبت نفسها مرتين وبطريقة تظل دائمًا غريبة. كانت تربطها علاقة وثيقة بأختها كاثلين، التي جاءت أيضًا إلى هولندا في عام 1973. في عام 1973 حصلت جوان على دبلوم الصالة الرياضية.
خلال دراستها بعلم الاجتماع التقت جان تيمرمانز - حتى تزوجا عام 1984.

### دراستها
ذهبت لدراسة التعليم العلاجي في جامعة أوتريخت. ركزت بشكل أساسي على علم أصول التدريس في البلدان النامية.

### وفاتها
في 8 مارس 2014، توفيت جوان فيرييه في مسقط رأسها أوخستخيست عن عمر يناهز 60 عامًا. كان الاقتباس "Wan bon، someni wiwiri" (شجرة واحدة، الكثير من الأوراق للشاعر السورينامي دورو) وكان أحد أشعار جوان فيرييه يرمز إلى «الوحدة في التنوع». كلنا مختلفون ولكن متساوون.